# Iberija
 Ovo je glavno značenje pojma Iberija. Za starovjekovno gruzijsko kraljevstvo pogledajte Kraljevstvo Iberija.
Iberija je ime kojim su stari Grci zvali područja na današnjem Pirenejskom poluotoku. Još je starogrčki povjesničar Herodot upotrebljavao ovaj toponim kako bi označio cijeli poluotok.
Naziv Iberija je isključivo grčki termin, kao što je naziv Hispanija isključivo latinski. Pogrešno je nazive španjolski, iberijski ili hispanski koristiti kao istoznačnice jer svaki od ova tri termina nosi sa sobom različitosti vremena u kojima su nastali. Podrijetlo naziva nije sa sigurnošću poznato; moguće je da je nastalo od imena naroda Ibera, no, isto tako je moguće da je narod dobio ime po području koju je nastanjivao.
Upoznavanje Iberijskog poluotoka kao zemljopisne cjeline je bio vrlo spor proces. Udaljenost od kulturnog središta antičkog doba je bila vrlo velika, tako da nije jasno kakav su koncept mogli imati stari Grci i Feničani o zemljopisu poluotoka. Oba naroda su u ono vrijeme izražavala samo ekonomski interes u odnosu na ovo područje, što dovodi do zaključka da su možda poznavali mediteransku obalu i poneki dio u unutrašnjosti.
Povjesničari vjeruju da su Feničani posjedovali zemljopisne podatke koji su za njih bili važni i da su čak postojali tekstovi koji su sadržavali dosta podataka. Zna se da je u 1. stoljeću mudri i učeni kralj Mauretanije Juba II. imao ogromnu biblioteku koja je sadržavala feničanske tekstove i književnost, i da je židovski geograf Marino iz Tira imao dosta materijala na osnovu kojeg je sastavio kartu svijeta, koja je poslužila i znanstveniku Klaudiju Ptolomeju. Međutim, ni Grci ni Rimljani nisu mnogo obraćali pažnju na ove spise tako da ih nisu ni sačuvali niti preveli, što je jedan od razloga što su danas ti spisi nepoznati.

## Iberija kao toponim
U antičko doba, naziv Iberija nema zemljopisnu vrijednost, već isključivo etničku. Poznato je da je bilo iberijskih plemena na jugu Montpelliera u 6. stoljeću pr. Kr. i da je u 5. stoljeću pr. Kr. Eshil pisao da "Rona teče Iberijom". Herodot, starogrčki povjesničar iz 5. stoljeće pr. Kr. u svom djelu Povijest upotrjebljava riječ Iberija kao toponim kako bi označio poluotok. Prije toga, ovaj termin su koristili Tartešani (lat. Tartessus) za definiranje svog područja. Grčki svijet u antičko doba ovo ime vezuje za oikumene (grč. oιkoυμενη) to jest, "poznati svijet": na istoku, to je bio Kavkaz, na zapadu, Iberija.
Međutim, Strabon (64. pr. Kr. — 24.) je Iberima također nazivao i narod u današnjoj Gruziji, naseljen na području koji se u ono vrijeme zvao Kavkaska Iberija. Međutim, ostaje tajna postoji li ikakva veza između ova dva naroda ili se radi samo o slučajnosti. Vjeruje se da je riječ "iber" u stvari iberskog podrijetla, i da su tako Iberi nazivali generalno rijeke. Tako se sigurno zvala rijeka koja danas nosi ime Ebro, i koja je zadržala toponim kao posebno ime.

## Zemljopisna obilježja
Tijekom 5., 4. i 3. stoljeća pr. Kr. podaci o Iberiji su dosta neodređeni, i u nekim slučajevima, čak netočni. U ovim stoljećima Grci nisu toliko putovali, ali već u 3. stoljeću pr. Kr. s rimskim osvajanjem kretanje postaje olakšano i postaje sigurnije putovati kako morem tako i zemljom. Osim toga, helenski mudraci su u to doba počeli pokazivati zanimanje za učenjem i ispravljanjem mogućih grešaka iz prošlosti.
Kad su se Rimljani iskrcali na otok, pod Iberijom se podrazumijevala cjelokupna sredozemna obala. Gibraltar je u to vrijeme bio poznat Grcima kao Heracleous Stelai. Stelaji na grčkom znači "stupovi" tako da su Rimljani samo preveli na latinski - Columnae Herculis - Herkulovi stupovi. Grci su također poznavali Pirineje, koje su zvali Pirene (Pyrene) i vjerovali da se proteže od sjevera ka jugu.
Polibije je bio grčki povjesničar iz 2. stoljeća pr. Kr. koji je jedno vrijeme živio na poluotoku. Polibije kaže: "Iberija je zemlja koja se nalazi na Mediteranu, i prostire se od Heraklovih stupova pa na dalje. Ali zemlja koja izlazi na vanjsko more, Atlantik, ne nosi to ime, jer je skoro otkrivena."
Prva tri traktata koja su napisana o zemljopisu Iberije napisali su Mela (na latinskom), Plinije Stariji (na latinskom) i Strabon (na grčkom). Mela i Plinije, prema Strabonu, dobro su poznavali sjevernu i sjeveroistočnu obalu poluotoka, za razliku od Strabona, koji nikad nije bio u Iberiji. Sve što je napisao, baziralo se na spisima mnogobrojnih geografa i povjesničara. Njegovi tekstovi su možda manje znanstveni što se tiče terminologije, ali su zabavniji. Osim toga, njegovi tekstovi su se najbolje očuvali do današnjih dana. Napisao je traktat Geografija čiji je treći tom posvećen Iberiji. U njemu opisuje rijeke, planine, granice, obale, naselja, gradove, poljoprivredu, kulturne karakteristike, moreplovce i stanovnike Iberijskog poluotoka.

## Poveznice
- Hispanija